# Cumulus humilis
Il cumulus humilis è una specie di nube appartenente al genere dei Cumuli. Possiede contorni netti e una colorazione bianca o al più grigiastra, una base appiattita più scura, posta nei bassi strati atmosferici, ed è scarsamente sviluppato verticalmente.

## Caratteristiche
Si forma soprattutto durante le calde giornate estive in seguito al forte riscaldamento del suolo, provocando il sollevamento di masse di aria calda. Durante la salita la loro temperatura diminuisce rapidamente (10 °C ogni 1000 m, denominato gradiente termico verticale adiabatico secco) e raggiunge la saturazione del vapore in esso contenuto a quote molto basse (500-1000 m, raramente oltre). Lo spessore varia da qualche decina a poche centinaia di metri a causa della scarsa instabilità, che non favorisce l'ulteriore sollevamento dell'aria.
Nascono generalmente nel corso della mattinata e del pomeriggio, dissolvendosi durante le ore serali senza produrre precipitazioni; per tale motivo sono comunemente chiamati "cumuli del bel tempo". Qualora le condizioni di temperatura, umidità e stabilità dell'aria siano favorevoli possono evolvere in cumulus mediocris, quindi in cumulus congestus e infine in cumulonembo.

### Varietà
Come tutte le specie di cumuli, gli humilis possono talvolta presentarsi in una sola varietà, denominata radiatus. Si tratta di cumuli disposti a bande; l'effetto prospettico fa sì che sembrino convergere verso un punto dell'orizzonte.

## Galleria d'immagini

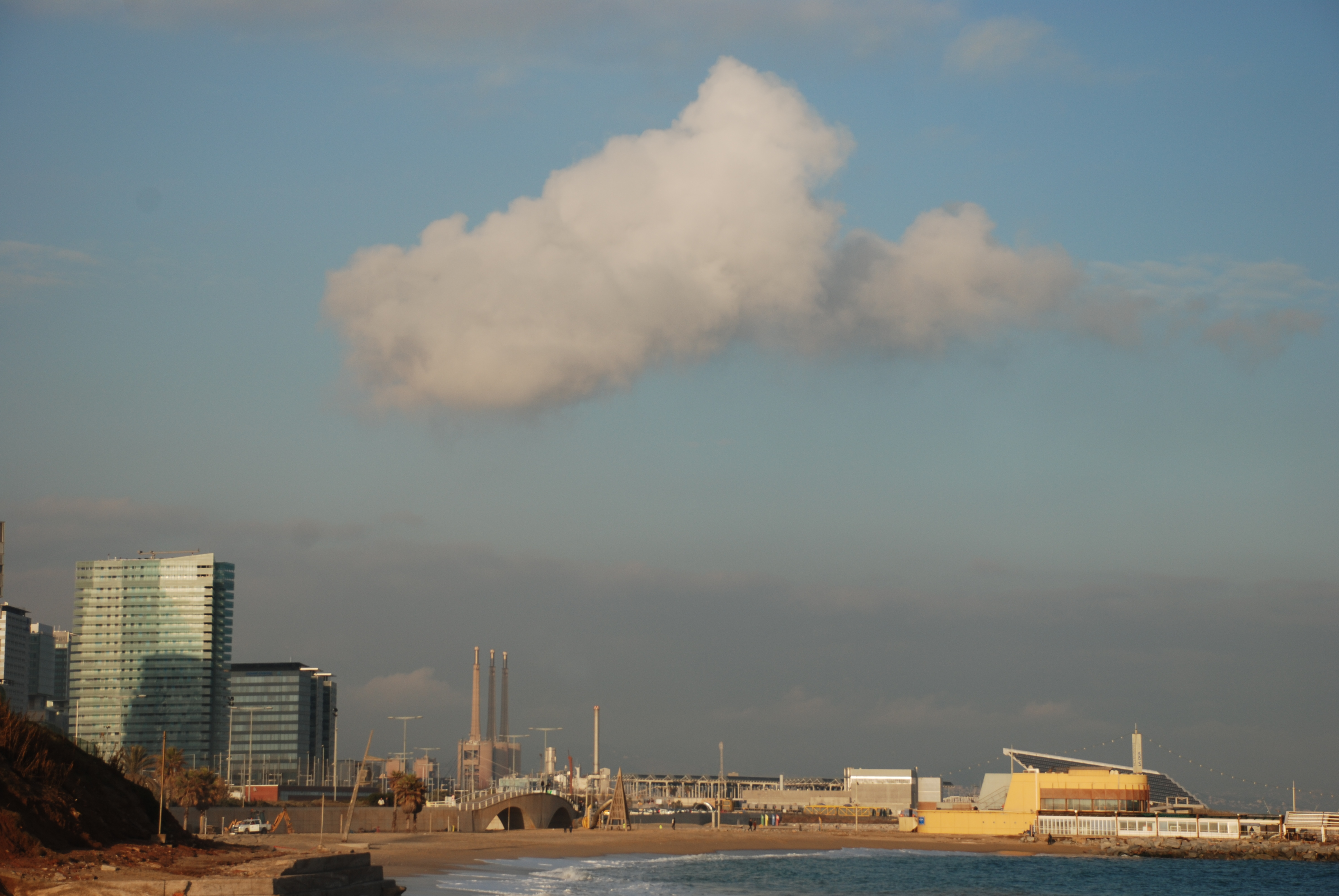
Un cumulus humilis particolarmente basso e vicino
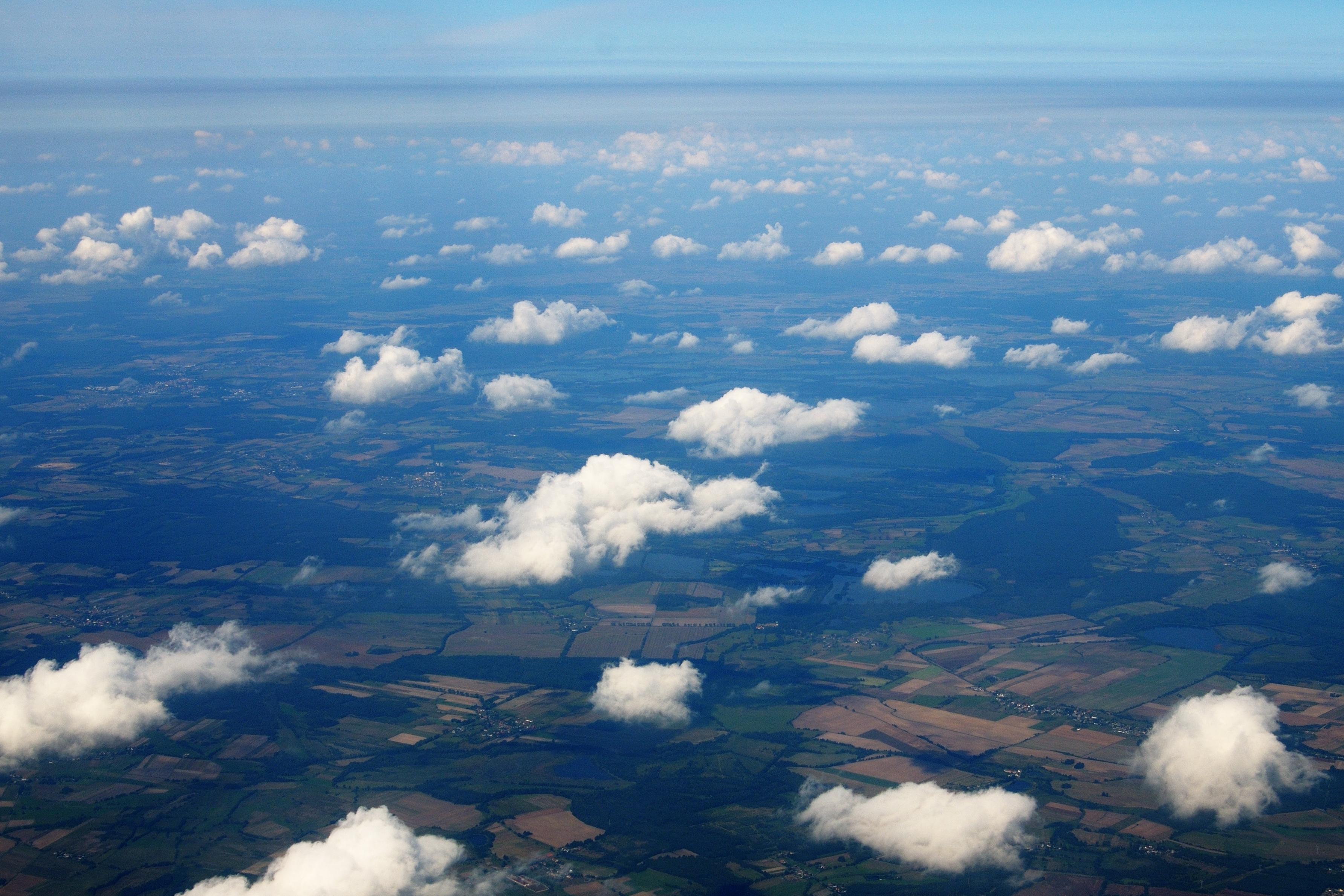
Cumulus humilis visti dall'alto
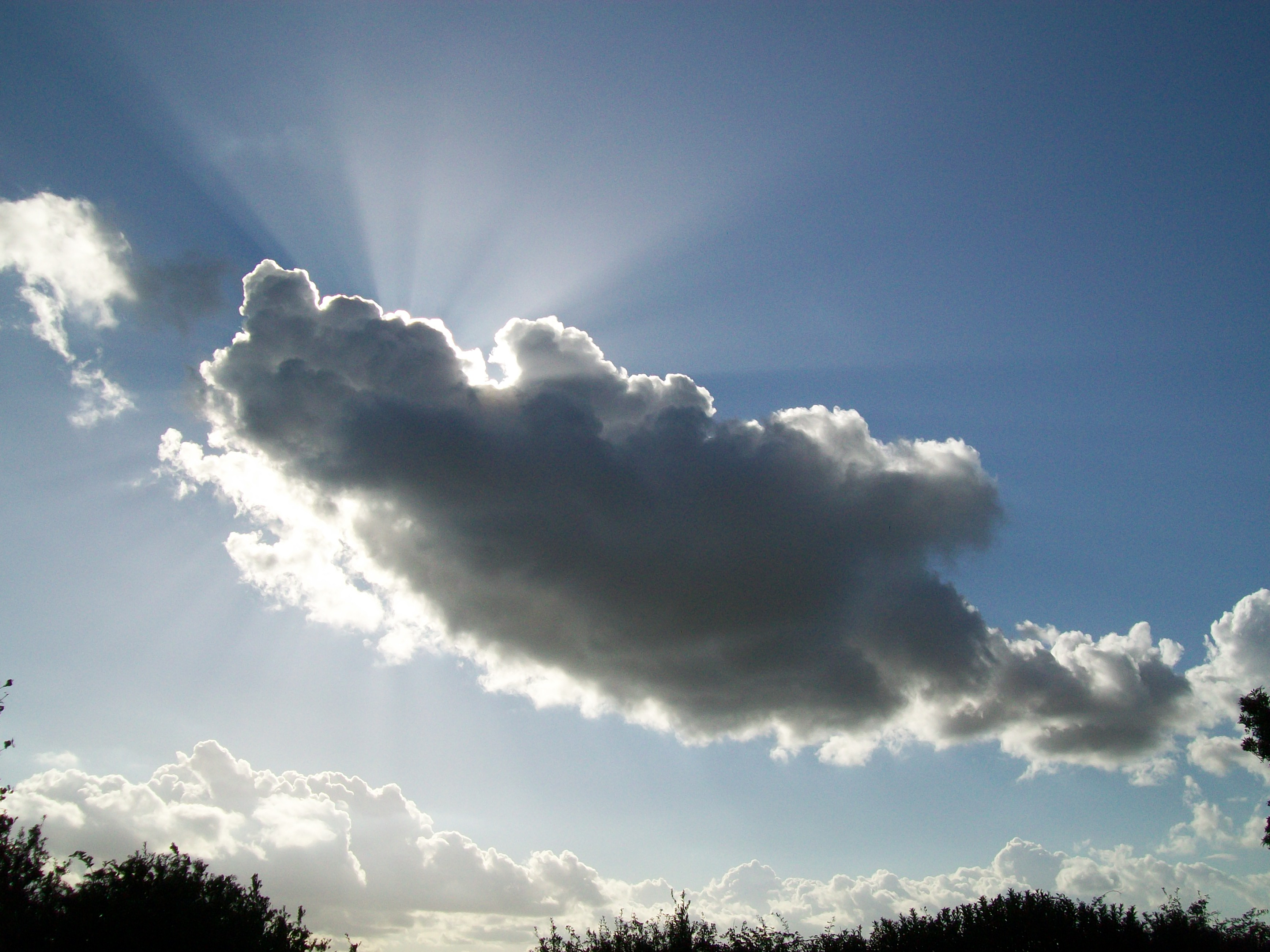
Se il Sole illumina il lato opposto all'osservatore appaiono di colore molto scuro
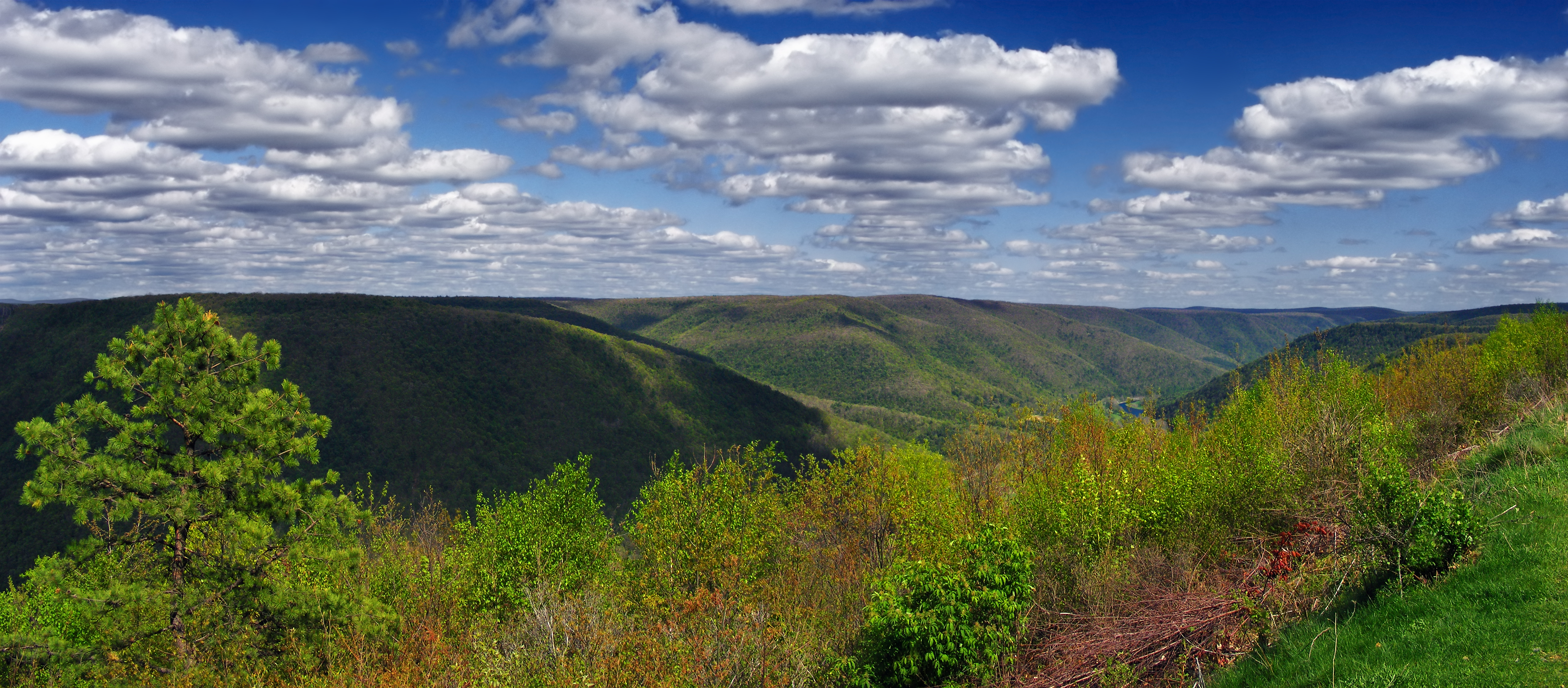
Cumulus humilis radiatus
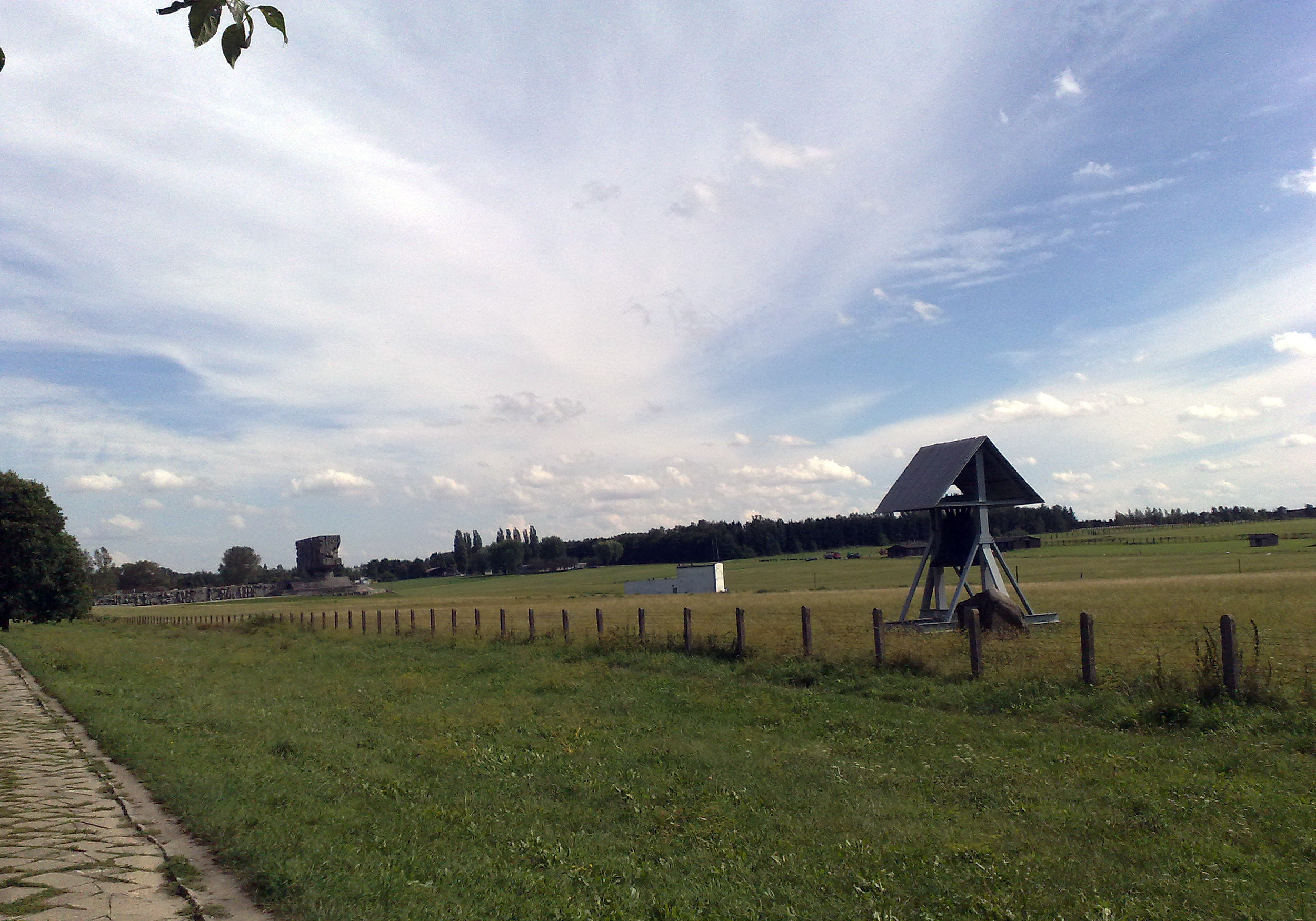
Cumulus humilis (in basso) e cirrostrati